# Gamle Danmark 1945-1975
Gamle Danmark 1945-1975 er en krønike om generationen efter krigen i 10 afsnit af Paul Hammerich, som blev sendt på Danmarks Radio i 1983-1984. Med vægt på det politiske liv og skabelsen af velfærdssamfundet kommer krøniken også omkring kulturen, handel og internationale begivenheder. Serien er baseret på Hammerichs Danmarkskrønike i tre bind og fortælles via klip fra DR's historiske arkiv. 
De ti afsnit er på mellem 1:14 og 1:40 timer hver, mens krønikens samlede spilletid er på knap 13½ time. 
Kendingsmelodien til Gamle Danmark er komponeret af Kenneth Knudsen. 